# 제임스 맥클렌돈
제임스 윌리엄 맥클렌든 주니어(James William McClendon Jr., 1924-2000)는 아나뱁티스트 전통의 기독교 신학자이자 윤리학자였으며, 그는 풀러 신학교의 선임 교수인 철학자 낸시 머피와 결혼했다.

## 신학으로서의 전기
맥클렌든은 아마도 그를 신진 내러티브 신학 운동의 일원으로 소개한 『신학으로서의 전기』에서 그의 주장으로 가장 잘 알려져 있을 것다. 그의 논지는 우리가 때때로 보게 되는 어떤 '눈에 띄는' 삶에 주의를 기울이면, 우리는 그런 사람들을 그런 사람으로 만든 지도적 이미지, 이야기, 신념을 파악할 수 있으며, 그런 삶은 현재와 다음 세대를 위해 신학이 어떻게 충실하게 발전해야 하는지를 판단할 수 있는 수단을 제공한다는 것이다. 예를 들어, 맥클렌든은 <신학으로서의 전기>에서 마틴 루터 킹 주니어, 찰스 아이브스, 다그 함마르스쾰드, 클라렌스 조던의 전기를 제공하고 그들의 삶이 기독교의 속죄 교리를 어떻게 확인하고 영향을 미쳤는지 탐구했다. 이후 작업에서 맥클렌든은 디트리히 본회퍼, 도로시 데이, 조나단 에드워즈와 사라 에드워즈, 루드비히 비트겐슈타인 등에 초점을 맞추게 된다. 맥클렌든은 이 방법이 특히 조셉 플레처의 상황 윤리와 관련된 신학 윤리의 '결정론'을 수정하는 데 도움이 된다고 믿었다. 요컨대, 맥클렌든은 딜레마에 직면한 '사람'에 대한 더 두껍고 상세한 이해 없이는 특정한 '어려운 상황'에 직면했을 때 어떻게 할 것인가라는 질문에 관심을 기울일 수 없다고 믿었으며, 이러한 방식으로 1970년대부터 일부 신학계에서 일어난 덕 윤리 및 인격 윤리의 재부각과 맥클렌든은 일치하는 입장을 취했다.

## 저서
- Pacemakers of Christian Thought, Broadman Press, 1962.
- Biography as Theology, Abington Press, 1974.
- Understanding Religious Convictions, University of Notre Dame Press, 1975.
- Is God God? (edited with Axel D. Steuer), Abington Press, 1981.
- Convictions: Diffusing Religious Relativism (with James M Smith), Trinity Press, 1994.  (revised version of Understanding Religious Convictions)
- Baptist Roots: A Reader in the Theology of a Christian People (with Curtis W. Freeman and C. Rosalee Velloso da Silva), Judson Press, 1999.
- Ethics: Systematic Theology Volume 1, Abington Press, 1986.
- Doctrine: Systematic Theology Volume 2, Abington Press, 1994.
- Witness: Systematic Theology Volume 3, Abington Press, 2000.
- The Collected Works of James Wm. McClendon, Jr.: Volume 1
- The Collected Works of James Wm. McClendon, Jr.: Volume 2
- The Collected Works of James Wm. McClendon, Jr.: Volume 3